# Жи (Горња Саона)
Жи (фр. Gy) насеље је и општина у источној Француској у региону Франш-Конте, у департману Горња Саона која припада префектури Везул.
По подацима из 2011. године у општини је живело 1053 становника, а густина насељености је износила 42,8 становника/km². Општина се простире на површини од 24,6 km². Налази се на средњој надморској висини од 234 метара (максималној 380 m, а минималној 198 m).

## Демографија
| 1962. | 1968. | 1975. | 1982. | 1990. | 1999. | 2011. |
| ----- | ----- | ----- | ----- | ----- | ----- | ----- |
| 885   | 936   | 966   | 950   | 943   | 1.018 | 1.053 |

График промене броја становника у току последњих година